# NGC 3054
NGC 3054 é uma galáxia espiral barrada (SBb) localizada na direcção da constelação de Hydra. Possui uma declinação de -25° 42' 13" e uma ascensão recta de 9 horas, 54 minutos e 28,7 segundos.